# José Roberto Spigner
José Roberto Spiegner (Barra do Piraí, 30 de dezembro de 1948 – Rio de Janeiro, 14 de fevereiro de 1970) foi um guerrilheiro brasileiro, integrante do Movimento Revolucionário 8 de Outubro (MR-8), que participou da luta armada contra a ditadura militar no Brasil.
Foi morto por agentes do DOI-CODI em 1970 aos 21 anos.

## Biografia
Nascido em 30 de dezembro de 1948,em Barra do Piraí, judeu, filho de Szajna Spiegner e Jacob Spiegner estudou no Colégio Pedro II do Rio de Janeiro. Aficionado por história, filosofia, literatura e cinema, desde jovem participou de grupos de estudos com amigos e, nos seus tempos de clandestinidade, chegou a sair acompanhando por amigos para assistir a filmes como O Bandido da Luz Vermelha e para integrar discussões acerca do mesmo tema, chegou a ganhar um concurso pelo melhor curta-metragem amador.
Cursou Economia na UFRJ em 1966 após conseguir o primeiro lugar no vestibular.

## Militância
Ainda no colégio, José Roberto ingressou no Movimento Estudantil e em consequência do decreto do AI-5 resolveu integrar-se no Movimento Revolucionário Oito de Outubro onde conheceu sua futura namorada e também militante Vera Sílvia Magalhães.
Foi escolhido em 1969 em uma conferência realizada pela organização como membro da Direção Geral.

### Cercado pelo DOI/CODI
De acordo com relatos alguns os quais da própria Vera Sílvia, alguns membros de MR-8 tiveram de deixar a casa onde viviam após serem denunciados por uma vizinha, ela e José acabaram cercados pela polícia e entre os muitos tiros de fuzil ele acabou sendo atingido. A militante conseguiu escapar também ferida em um táxi,ao olhar para trás ainda pode vê-lo se levantando do chão bastante machucado e ensaguentado atirando contra dois policiais e depois correndo rua abaixo fazendo o caminho inverso de Vera que seguiu para um outro local onde havia combinado de reencontrá-lo caso se separassem em alguma missão, José porém nunca apareceu. Ao chegar a  um prédio onde moravam outros integrantes da mesma organização acabou sendo visto por um militar que desconfiando de seu estado o denunciou, o militante então pegou a arma de um de seus companheiros e esperou pelo chegada de seus captores.

## Morte
A versão oficial do óbito divulgada pelo DOI/CODI declarava que Spiegner havia sido morto em um tiroteio com agentes onde havia atingido um policial. O laudo de sua necropsia foi assinado por Ivan Bastos e Nelson Caparelli. Vários anos depois, os relatórios sobre o caso foram analisados pela Comissão Especial de Mortos e Desaparecidos políticos do regime, nessa análise pode-se notar um período de sete horas entre sua dita morte e a chegada de seu corpo ao local onde seria examinado.No laudo sobre os ferimentos do corpo são descritas escoriações avermelhadas no rosto, braços, pernas e punhos entre elas algumas que comprovam que José Roberto, que como mostrado em documentos era conhecido pelos órgãos de segurança, havia sido algemado além do fato de que alguns dos tiros que o acertaram foram dados bem de perto algo que não estaria de acordo com a versão do tiroteio. Estas constatações comprovam que Spigner não só foi preso mas também torturado por agentes que depois o executaram.

## Identificação do corpo e sepultamento
O corpo foi retirado IML por Sérgio Klein, cunhado do mesmo, e foi sepultado no Cemitério Comunal Israelita de Vila Rosali.
Em 1997 Szajna Spiegner, mãe de José Roberto, recebeu pouco mais de 120 mil reais em indenização. Ela nunca se recuperou desta perda, se tornando depressiva, passando por tratamentos desde a morte de seu filho. No inicio de 2016, após alguns anos acamada, em estado avançado de Alzheimer, ela faleceu.